# Vandenberg Air Force Base
Vandenberg Air Force Base (codi IATA:  VBG , codi OACI:  KVBG , FAA LID: 
 VBG) és una instal·lació militar nord-americana amb una base espacial, situada al comtat de Santa Bàrbara, Califòrnia, Estats Units. És també un lloc designat pel cens (CDP) amb una població de 6,151 segons el cens de 2000. La base és nomenada en honor de l'ex cap de la Força Aèria de l'Estat Major General Hoyt S. Vandenberg.
Vandenberg és la base de la Catorzena Força Aèria, 30a Ala Espacial, 381e Grup de Formació, el Rang Occidental (WLTR), i elements de l'Agència de Defensa de Míssils, i és responsable de llançaments de satèl·lits per les organitzacions militars i comercials, així com proves de míssils balístics intercontinentals, incloent el míssil balístic Minuteman III. Vandenberg assumeix també nous rols amb la creació del Component funcional de comandament en Conjunt per l'Espai (JFCC SPACE).